# Ulluko
Ulluko (Ullucus tuberosus) är en flerårig ört som är ensam art i släktet Ullucus i familjen malabarspenatväxter. Arten beskrevs först av Francisco José de Caldas. Den är troligen nära släkt med Tournonia hookeriana i samma familj.

## Utbredning
Ulluko härstammar från Anderna, där den är en viktig gröda.

## Användning
Ullukons rotknölar och blad är ätliga. Små knölar går att äta råa, men de äldre måste kokas. De suckulenta bladen går att skörda hela växtsäsongen.